# Arrondissement Bordeaux
Arrondissement Bordeaux (fr. Arrondissement de Bordeaux) je správní územní jednotka ležící v departementu Gironde a regionu Akvitánie ve Francii. Člení se dále na 25 kantonů a 82 obce.

## Kantony do 2014
- Bègles
- Blanquefort
- Bordeaux-1
- Bordeaux-2
- Bordeaux-3
- Bordeaux-4
- Bordeaux-5
- Bordeaux-6
- Bordeaux-7
- Bordeaux-8
- Le Bouscat
- La Brède
- Carbon-Blanc
- Cenon
- Créon
- Floirac
- Gradignan
- Lormont
- Mérignac-1
- Mérignac-2
- Pessac-1
- Pessac-2
- Saint-Médard-en-Jalles
- Talence
- Villenave-d'Ornon